# Said Bahaji
Said Bahaji (arabisch سعيد بحجي Said Bahadschi, DMG Saʿīd Baḥaǧī; * 15. Juli 1975 in Haselünne; † vermutlich September 2013) ist ein mutmaßlicher islamistischer Terrorist und mutmaßliches Mitglied der Hamburger Terrorzelle, die an den Terroranschlägen am 11. September 2001 beteiligt war.
Said Bahaji hat eine deutsche Mutter und einen marokkanischen Vater und besitzt die deutsche Staatsangehörigkeit. Als er neun Jahre alt war, zog die Familie nach Marokko. 1995 zog er nach Hamburg, wo er anfing, Elektrotechnik an der Technischen Universität Hamburg-Harburg zu studieren. Dabei lernte er Mohammed Atta und Ramzi Binalshibh kennen, mit denen er gemeinsam eine Wohnung im Stadtteil Harburg bewohnte. 1999 heiratete Bahaji in der Al-Quds-Moschee Hamburg im Beisein von Atta, Binalshib und Marwan al-Shehhi. Die Freundschaft zu diesen machte ihn der Komplizenschaft verdächtig. Laut Untersuchungen soll er als „Buchhalter“ der Gruppe fungiert haben, Mietverhandlungen geführt und Computer bereitgestellt haben. Am 4. September, also genau eine Woche vor den Anschlägen, flog er nach Karatschi. Kurz darauf soll er laut BKA in einem Al-Qaida-Camp in Afghanistan gesehen worden sein. In Briefen an seine Angehörigen verneinte er im Jahr 2002, von den Anschlagsplanungen des 11. September gewusst zu haben.
Laut Information des im Juni 2010 verhafteten deutsch-syrischen Terroristen Rami Makanesi gegenüber dem Bundeskriminalamt soll sich Bahaji im Mai 2010 in Mir Ali in Wasiristan aufgehalten haben, wo er mit anderen Terrorverdächtigen aus Deutschland zusammentraf. Er soll mehrere Jahre lang unter dem Namen Abu Zuhair im pakistanisch-afghanischen Grenzgebiet gelebt haben. Bei Kämpfen gegen US-Truppen soll er verletzt worden sein und hinke seither.